# Ust-Ordinski
Ust-Ordinski o Ordin-Adag (buriat: Ордын Адаг; rus: Усть-Орды́нский) és un municipi a l'óblast d'Irkutsk, a Rússia. Era la capital de l'antic districte autònom d'Ust-Orda Buriàtia que va fusionar amb l'óblast d'Irkutsk.
Es troba al marge dret del riu Kuda, un afluent de l'Angarà a uns 62 km al nord-oest d'Irkutsk. El 2017 tenia 14.557 habitants, una lleugera augmentació comparat amb el cens rus de 2002 quan eren 14,335.
És un petit centre administratiu i un enclavament ètnic buriat separat de la zona buriat principalt a la república de Buriatia. No hi ha gaire indústria. A prop hi ha un important jaciment de carbó.